# Card not present
Card not present (CNP, transakcje MO/TO/IO, operacja MOTOEC) – metoda płatności kartą płatniczą polegająca na tym, że akceptant (merchant) płatności nie wymaga fizycznej obecności karty przy dokonywaniu transakcji.
Termin ten początkowo odnosił się do transakcji dokonywanych przez e-mail i telefon, jednak wraz z rozwojem internetu objął także płatności w handlu elektronicznym (MO/TO/IO – Mail Order/Telephone Order/Internet Order). W przypadku transakcji internetowych centrum autoryzacyjne wymaga wpisania numeru karty, danych właściciela, okresu ważności karty oraz, opcjonalnie, kodu CVV2/CVC2 (Visa/MasterCard) lub CID (American Express) znajdujących się na odwrocie karty.
W przypadku transakcji telefonicznych najczęściej dane takie jak numer karty, okres ważności lub kod CVV2/CVC2 (lub CID) wpisujemy z klawiatury, natomiast swoje dane mówimy telefonistce. Ma to na celu zapobieżenie niepowołanym transakcjom wywołanym ujawnieniem danych wrażliwych karty.
Banki, które oferują swoim klientom płatności typu card not present, wydają do nich najczęściej specjalne karty wirtualne (w praktyce funkcjonujące często jako karty przedpłacone). Mogą to być zarówno plastikowe karty płatnicze (niewyposażone w pasek magnetyczny ani chip) lub po prostu przesłane klientowi dane karty.
Karty wirtualne są zarejestrowane w systemie jako karty płatnicze, ale służą wyłącznie do płatności MO/TO/IO. Nawet jeśli bank wyda plastikową kartę, nie można przy jej użyciu wyjąć pieniędzy z bankomatu czy zapłacić w tradycyjnym sklepie, jako że nie posiada paska magnetycznego ani chipa.
Często banki, propagując taką metodę płatności w internecie, wydają karty wirtualne typu co-branded, najczęściej w porozumieniu z dużymi sklepami internetowymi, serwisami aukcyjnymi czy portalami mającymi w swojej ofercie internetowe zakupy.